# Luigi Sepe
Luigi Sepe (Torre del Greco, Nàpols, Itàlia, 8 de maig de 1991) és un futbolista italià. Juga de porter i el seu club actual és el S.S.C. Napoli.